# Claude Pouillet
Claude Servais Mathias Pouillet (16 de febrero de 1791 - 14 de junio de 1868) fue un físico francés, nació en Cusance, Doubs (Francia) y murió en París, Francia.

## Biografía
Comenzó su carrera científica como tutor en la École normale supérieure (1813-1816), en la que ingresó como estudiante en 1811 y enseñó hasta su cierre en 1822.
En 1819, ocupó la cátedra de física en el Colegio Bourbon (actual Liceo Condorcet)
En 1826, ayudó a Biot y Gay-Lussac en el curso de física de la Facultad de Ciencias.
En 1829 se incorporó al Conservatoire National des Arts et Métiers, donde ocupó la nueva cátedra de física aplicada antes de convertirse en director en 1832, cargo que mantuvo hasta 1849.
También enseñó física en la Escuela Politécnica en 1830 introduciendo los resultados de sus investigaciones sobre las corrientes eléctricas y asumió la cátedra durante 1831 sucediendo a Pierre Louis Dulong. 
Obtuvo la cátedra de física en la Sorbona en 1838.
Fue elegido miembro de la Academia de Ciencias en 1837.

## Obra científica
Aparte de sus contribuciones a la ciencia atmosférica, la óptica y al conocimiento de la compresibilidad de los gases, Claude Pouillet  es sobre todo conocido por sus trabajos en electricidad. Estableció empíricamente la ley de la electricidad que lleva su nombre, la ley de Pouillet, y que es consecuencia de la ley de Ohm.
También trabajó en las propiedades caloríficas de los sólidos y en 1822 descubrió que cuando un líquido se añade a un sólido en forma de polvo se produce calor, conocido posteriormente como efecto Pouillet.
En 1825 inventó una "brújula de tangentes", antecesor del galvanómetro 
En 1829 describe un nuevo pirómetropara medir la temperatura con el pirheliómetro que también había desarrollado para medir la constante solar.
Entre 1837 y 1838, realizó las primeras mediciones cuantitativas de la energía solar incidente sobre la superficie terrestre. Sus estimaciones fueron de 1228 W/m², dentro de un 10% de la estimación actual de 1361 W/m². Usando la ley de Dulong-Petit estimó que un límite inferior a la temperatura de la superficie del Sol era de alrededor de 1461°C. En el caso de haber utilizado la ley de Stefan-Boltzmann, que data de 1879, hubiese obtenido un valor de 5700 °C, una cantidad cercana al valor actual

## Obras
Las obras publicadas de Pouillet incluyen:
- Pouillet, Claude (1828). Mémoire sur l'électricité des fluides élastiques et sur une des causes de l'électricité de l'atmosphère (en francés).
- Pouillet, Claude (1827). Éléments de physique expérimentale et de météorologie (en francés). Consultado el 19 de febrero de 2011.
- Pouillet, Claude (1827). Éléments de physique expérimentale et de météorologie (en francés). Consultado el 19 de febrero de 2011.
- Pouillet, Claude. Leçons de physique de la Faculté des sciences de Paris, recueillies et rédigées par M. Grosselin (22 mars 1828 au 29 juillet 1828) Volume II: magnétisme, électricité, galvanisme, électro-magnétisme, acoustique, optique (en francés).
- Pouillet, Claude (1838). Mémoire sur la chaleur solaire, sur les pouvoirs rayonnants et absorbants de l'air atmosphérique et sur la température de l'espace (en francés).
- Pouillet, Claude (1850). Notions générales de physique et de météorologie à l'usage de la jeunesse (en francés).
- Pouillet, Claude (1859). Mémoire sur la densité de l'alcool; sur celle des mélanges alcooliques; sur un nouveau mode de graduation de l'aréomètre à degrés égaux (en francés).
- Pouillet, Claude (1859). Mémoire sur la position des pôles dans l'intérieur des barreaux aimantés et sur la mesure absolue des forces magnétiques (en francés).

Otros trabajos fueron:
- On atmospheric electricity, (Londres 1832),
- Éléments de physique expérimentale et de météorologie, (París 1856).